# Xã Raymond, Quận Montgomery, Illinois
Xã Raymond (tiếng Anh: Raymond Township) là một xã thuộc quận Montgomery, tiểu bang Illinois, Hoa Kỳ. Năm 2010, dân số của xã này là 1.200 người.